# Gottsfeld

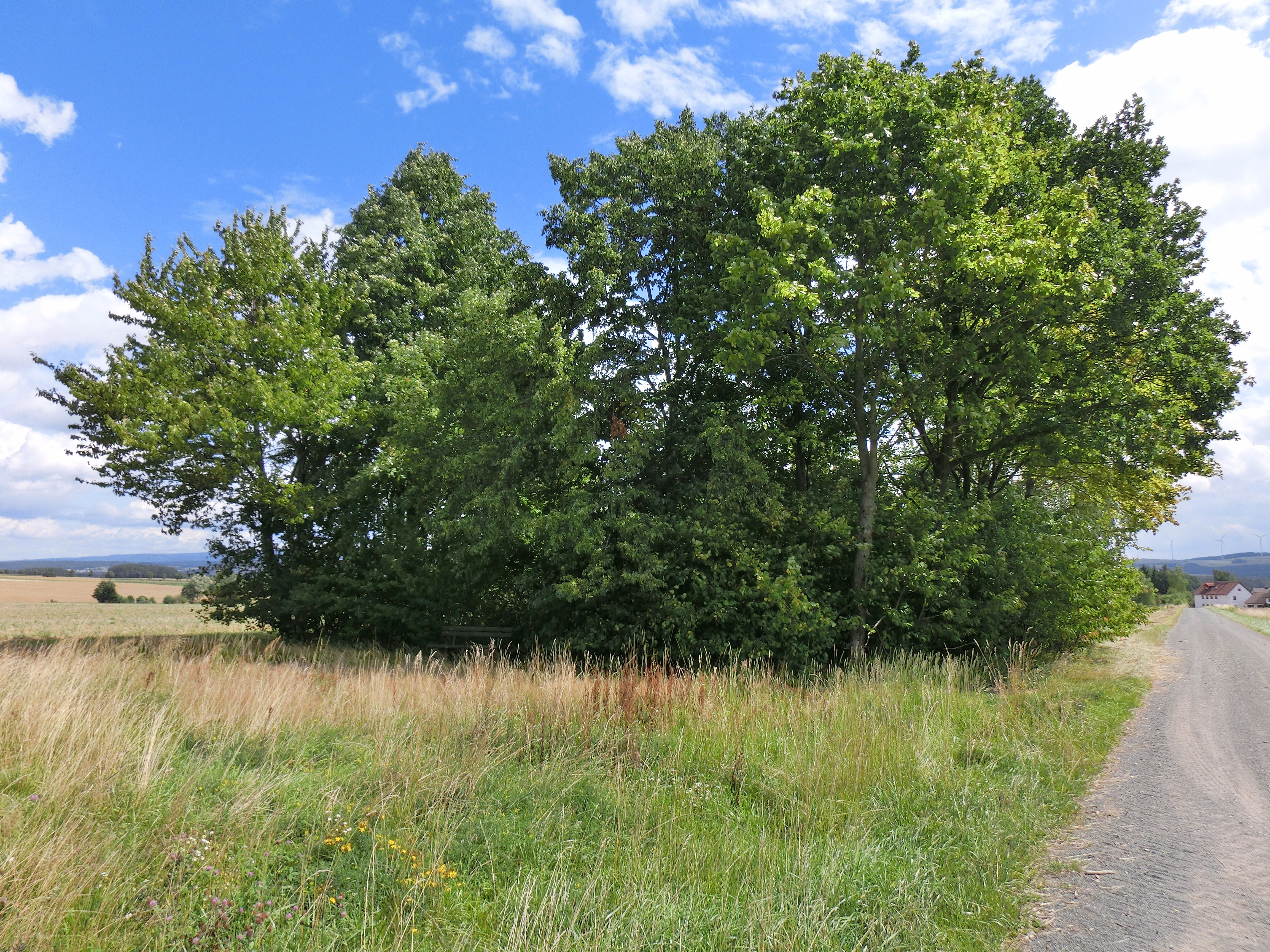
Feldweg von Schwürz nach Gottsfeld

Gottsfeld (oberfränkisch: Gutzfeld)  ist ein Gemeindeteil der Stadt Creußen im Landkreis Bayreuth (Oberfranken, Bayern). Die Gemarkung Gottsfeld hat eine Fläche von 16,132 km². Sie ist in 1367 Flurstücke aufgeteilt, die eine durchschnittliche Flurstücksfläche von 11801,33 m² haben. In ihr liegen neben dem namensgebenden Ort die Gemeindeteile Großweiglareuth, Hörlasreuth, Kleinweiglareuth, Oberneueben, Schwürz, Unterneueben und Wasserkraut.

## Lage
Das Dorf liegt auf freier Flur am Kaigraben (im Unterlauf Kupfergraben genannt), einem linken Zufluss des Roten Mains. Die Staatsstraße 2184 führt nach Bühl (1,9 km östlich) bzw. nach Schwürz (1,4 km westlich). Gemeindeverbindungsstraßen führen an der Neumühle vorbei zur Bundesstraße 2 (2,2 km südlich) und nach Kleinweiglareuth (1,6 km nördlich).

## Geschichte
Der Ort wurde 1376 als „Goczfelt“ erstmals urkundlich erwähnt. Dem Namen nach zu schließen gehörte das Grundstück ursprünglich der Kirche. Das Ortsadelsgeschlecht der Familie von Gottsfeld lebte auf einer abgegangenen Burg im Südosten des Ortes oberhalb des Kaigrabens.
Mit dem Gemeindeedikt (frühes 19. Jahrhundert) wurde der Steuerdistrikt Gottsfeld gebildet, zu dem Großweiglareuth, Hörlasreuth, Kleinweiglareuth, Oberneueben, Schwürz, Unterneueben und Wasserkraut gehörten. Zugleich entstand die Ruralgemeinde Gottsfeld, die deckungsgleich mit dem Steuerdistrikt war. Sie unterstand in Verwaltung und Gerichtsbarkeit dem Landgericht Schnabelwaid.
Nach der Einnahme Creußens durch die US-Armee am 14. April 1945 stieß die Kampfgruppe Grafenwöhr der Wehrmacht in Richtung Creußen vor, um die Autobahn Bayreuth–Nürnberg zurückzuerobern. Bei Gottsfeld kam es zur letzten größeren Panzerschlacht in der Region, die viele Menschenleben forderte und zahlreiche Gebäude zerstörte.
Die Gemeinde Gottesfeld hatte 1961 eine Fläche von 1612,48 ha. Im Rahmen der Gebietsreform in Bayern wurde die Gemeinde am 1. Mai 1978 in die Stadt Creußen eingegliedert.

## Baudenkmäler
- Dorfstraße 6: Rest einer Inschrifttafel

## Persönlichkeiten
Der Mundartforscher Eberhard Wagner ist mit Gottsfeld verbunden, da er nach der kriegsbedingten Flucht seiner Familie von Weimar nach Gottsfeld ab 1945 dort die Volksschule besuchte.